# Z-테스트

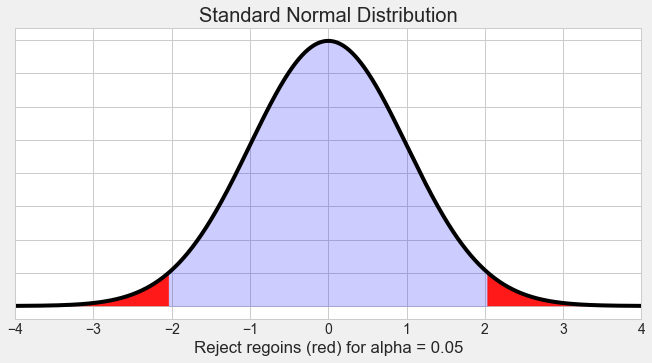

Z-테스트(Z-test) 또는 Z 검정은 귀무 가설 하에서 검정통계량의 확률 분포를 정규 분포로 근사할 수 있는 통계적 가설 검정이다.
Z-검정은 분포의 평균값을 검정한다. 신뢰 구간에서의 각 유의 수준에 따라 Z-검정은 하나의 임계값(Z점수, 가령 양쪽 0.05일 경우 ±1.96)을 가지므로, 표본 크기에 의해 달라지는 자유도에 의해 임계값이 제각기 다른 스튜던트의 t-검정보다 편리하다. Z-검정과 t-검정은 모두 데이터 집합의 유의성을 결정할 수 있다는 공통점이 있다. 그러나 실제로 모집단의 편차를 결정하기는 어렵기 때문에, Z-검정은 현실에서 많이 이용되지는 않는다.

## 적용가능성
중심 극한 정리에 따라, 많은 통계량은 표본 크기가 클 때 정규 분포를 보인다. 그렇기 때문에 많은 통계검정은 표본 크기가 충분하거나 모집단의 분산을 알고 있을 때 Z-검정을 통해 수행할 수 있다. 그러나 모집단의 분산을 알지 못하여 표본으로부터 추정해야 하고, 표본의 크기가 크지 않다면 (n < 30) 스튜던트 t-검정이 더 적절할 수 있다.

## Z값
{\displaystyle Z={{{\overline {X}}-\mu } \over {SE}}}
{\displaystyle {\overline {X}}} 표본평균,{\displaystyle \mu }는 모 평균, SE는 표준오차
{\displaystyle SE={\sigma }_{\bar {x}}\ ={\frac {\sigma }{\sqrt {n}}}}
σ는 모집단 표준편차(standard deviation), n은 모집단의 크기

## 같이 보기
- F테스트
- Z 분포
- Z 테이블